# Romaric
Romaric est un prénom originaire de l'est  de la France.
Il a pour variantes masculines Romarick et Romary et pour variante féminine Romarie.
La saint Romaric a lieu le 10 décembre.
Ce prénom a été porté par des personnages célèbres :
- Romaric de Remiremont, premier évêque de Remiremont dans les Vosges a donné son prénom à la ville : Romarici Mons[2].
- Romaric N'Dri Koffi, footballeur  ivoirien.